# Tillandsia 'Brooyar'
Tillandsia 'Brooyar' es un  cultivar híbrido del género Tillandsia perteneciente a la familia  Bromeliaceae.
Es un híbrido creado en el año 1989 con las especies Tillandsia exserta × Tillandsia flabellata.